# یورک بیچ (دلاویر)
یورک بیچ (به انگلیسی: York Beach) یک منطقهٔ مسکونی در ایالات متحده آمریکا است که در شهرستان ساسکس، دلاویر واقع شده است. یورک بیچ ۳٫۰۵ متر بالاتر از سطح دریا قرار دارد.